# Švábenice
Švábenice (německy Schwabenitz, v letech 1939-1945 Schwabendorf) jsou městys v okrese Vyškov v Jihomoravském kraji. Žije zde přibližně 1 000 obyvatel.

## Historie
První písemná zmínka o obci pochází z roku 1170.

## Obyvatelstvo

### Struktura
V obci k počátku roku 2016 žilo celkem 1030 obyvatel. Z nich bylo 535 mužů a 495 žen. Průměrný věk obyvatel obce dosahoval 39,1 let. Dle Sčítání lidu, domů a bytů provedeném v roce 2011, kdy v obci žilo 974  lidí. Nejvíce z nich bylo (18,9%) obyvatel ve věku od 30 do 39  let. Děti do 14 let věku tvořily 17% obyvatel a senioři nad 70 let úhrnem 4,5%. Z celkem 808  občanů obce starších 15 let mělo vzdělání 46,2% střední vč. vyučení (bez maturity). Počet vysokoškoláků dosahoval 7,8% a bez vzdělání bylo naopak 0,2% obyvatel. Z cenzu dále vyplývá, že ve městě žilo 470 ekonomicky aktivních občanů. Celkem 91,3% z nich se řadilo mezi zaměstnané, z nichž 71,1% patřilo mezi zaměstnance, 3% k zaměstnavatelům a zbytek pracoval na vlastní účet. Oproti tomu celých 48,9% občanů nebylo ekonomicky aktivní (to jsou například nepracující důchodci či žáci, studenti nebo učni) a zbytek svou ekonomickou aktivitu uvést nechtěl. Úhrnem 374 obyvatel obce (což je 38,4%), se hlásilo k české národnosti. Dále 310 obyvatel bylo Moravanů a 7 Slováků. Celých 391 obyvatel obce však svou národnost neuvedlo.
Vývoj počtu obyvatel za celou obec i za jeho jednotlivé části uvádí tabulka níže, ve které se zobrazuje i příslušnost jednotlivých částí k obci či následné odtržení.
| Místní části   | Místní části   | 1791 | 1834 | 1869 | 1880 | 1890 | 1900 | 1910 | 1921 | 1930 | 1950 | 1961 | 1970 | 1980 | 1991 | 2001 | 2011 | 2021 |
| -------------- | -------------- | ---- | ---- | ---- | ---- | ---- | ---- | ---- | ---- | ---- | ---- | ---- | ---- | ---- | ---- | ---- | ---- | ---- |
| Počet obyvatel | část Švábenice | 1204 | 1343 | 1260 | 1308 | 1374 | 1345 | 1363 | 1362 | 1240 | 1079 | 1110 | 1044 | 988  | 925  | 930  | 974  | 991  |
| Počet domů     | část Švábenice | 177  | 187  | 197  | 219  | 242  | 262  | 282  | 298  | 312  | 324  | 303  | 297  | 278  | 308  | 326  | 332  | 346  |

## Správa městyse
Od 23. dubna 2008 byl obci obnoven status městysu.

### Symboly městyse
Původní znak a vlajka byly městysi uděleny rozhodnutím předsedy Poslanecké sněmovny Parlamentu České republiky dne 27. března 2000, druhý získaly rozhodnutím předsedkyně PSP ČR dne 23. června 2022.

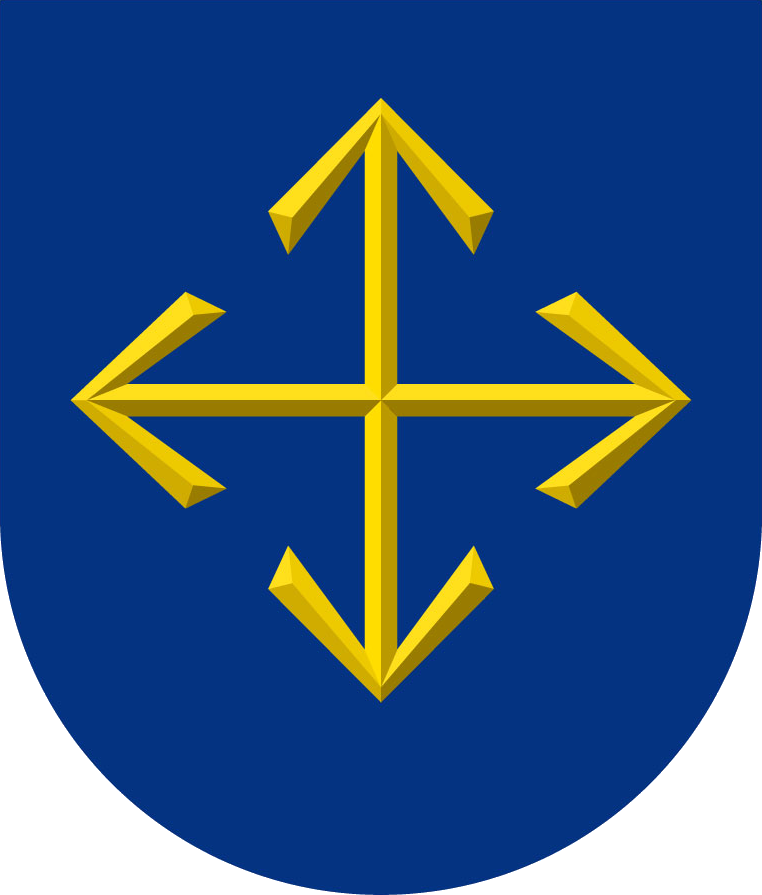
Znak městyse Švábenice (2000–2022)
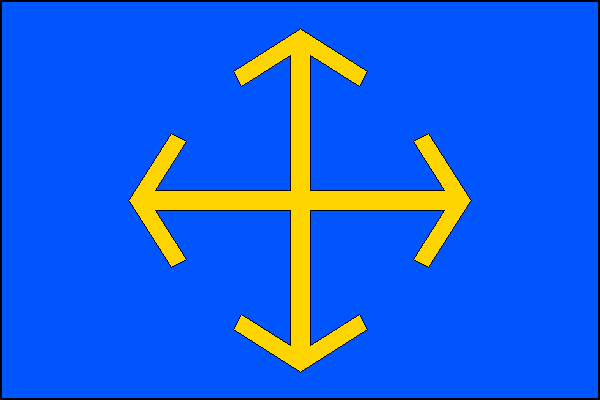
Vlajka městyse Švábenice (2000–2022) Poměr stran: 2:3

## Pamětihodnosti
- Kostel svatého Michaela
- Kříž na hřbitově
- Socha svatého Floriána
- Socha svatého Jana Nepomuckého na návsi
- Sousoší Nejsvětější Trojice
- Obecní muzeum

## Galerie

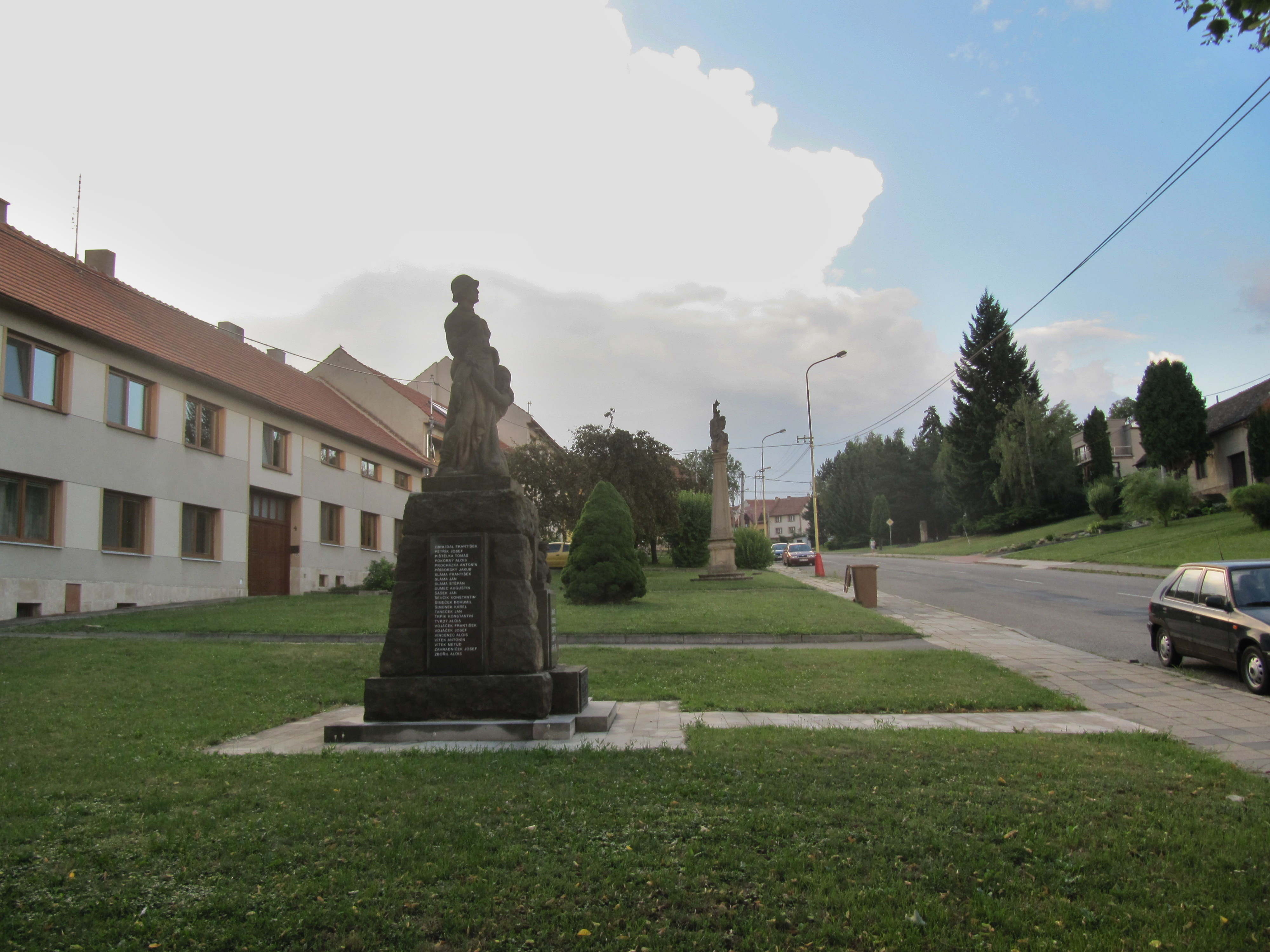
Náves
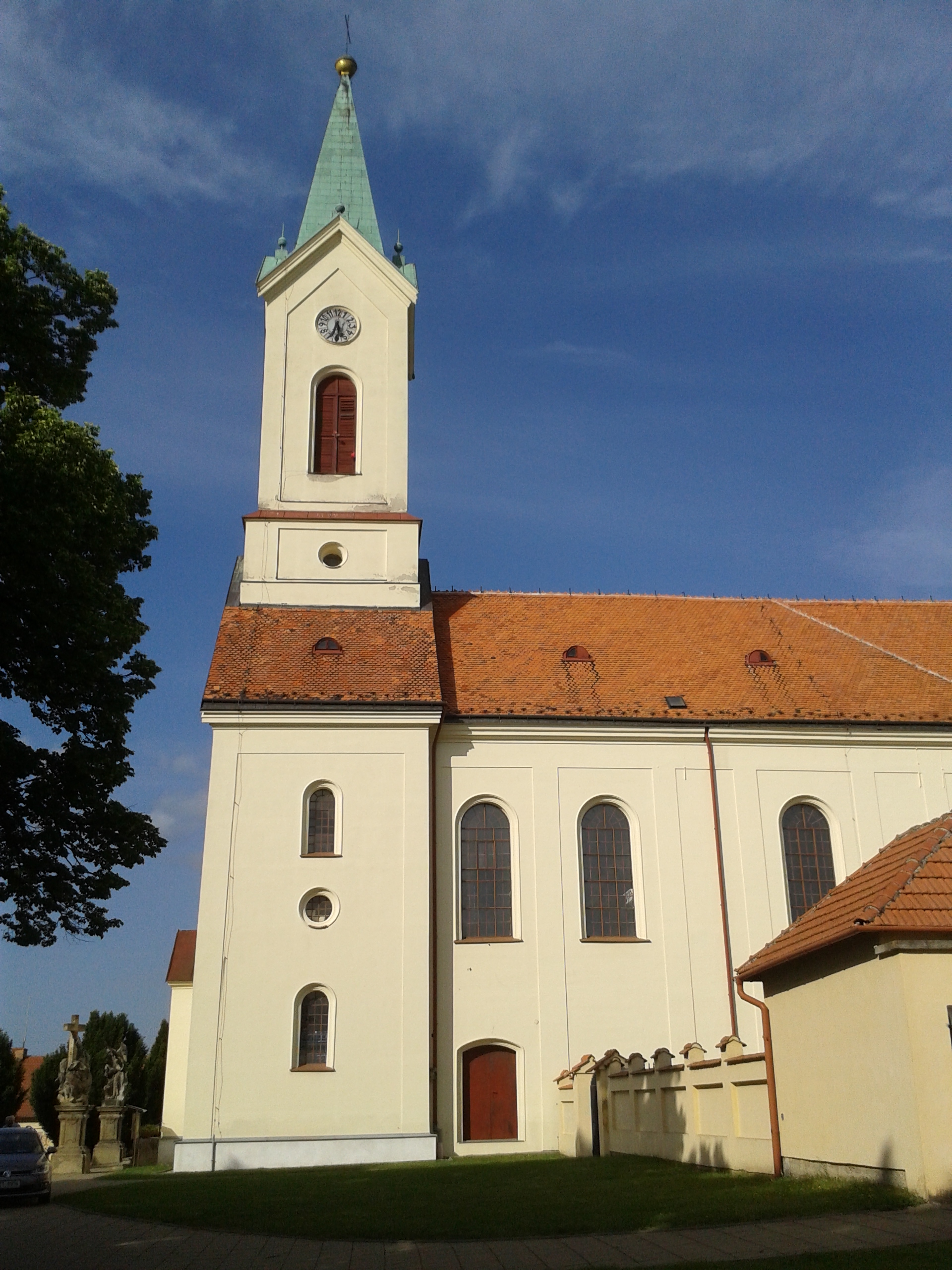
Kostel svatého Michala
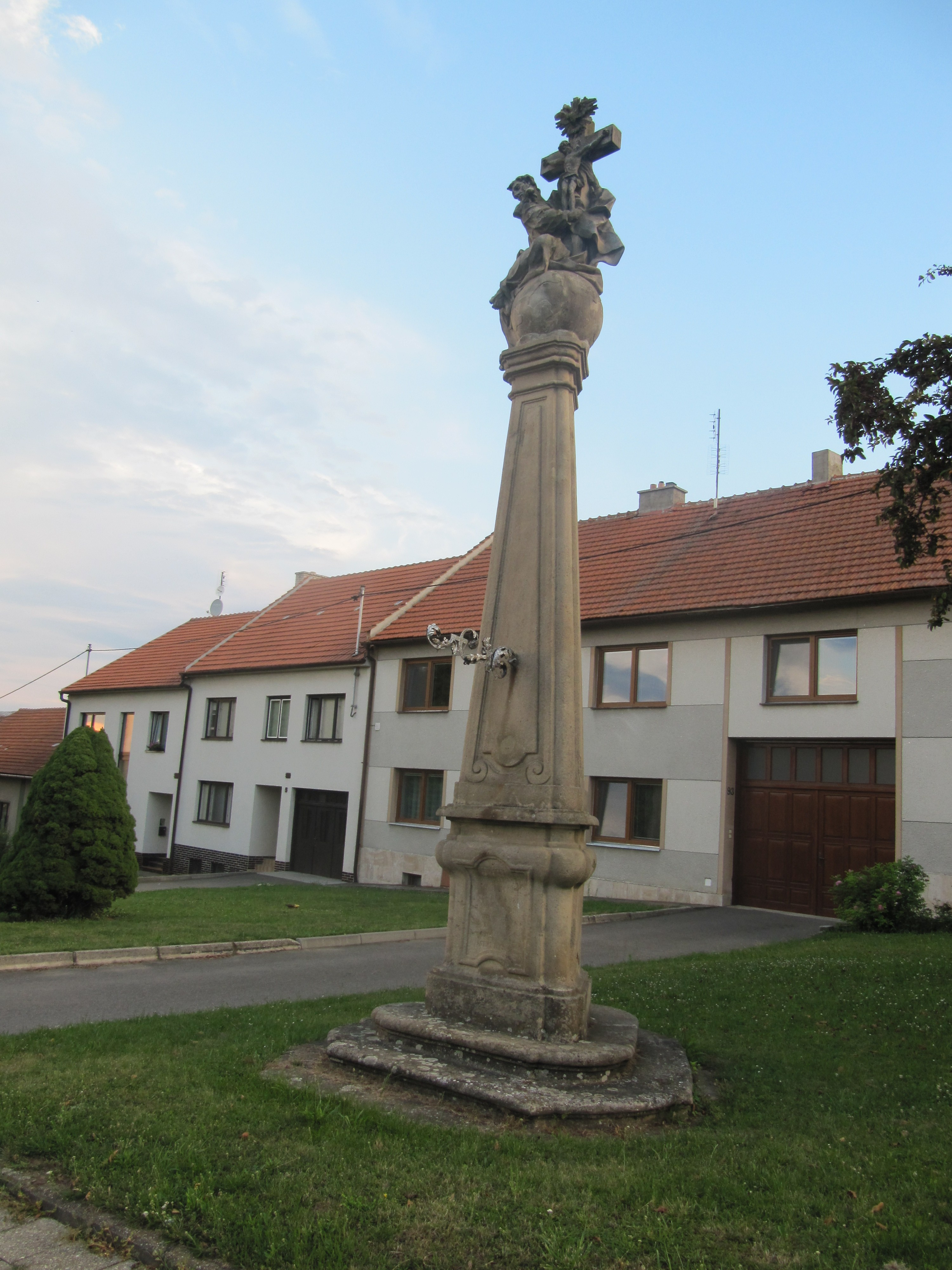
Sousoší Nejsvětější Trojice
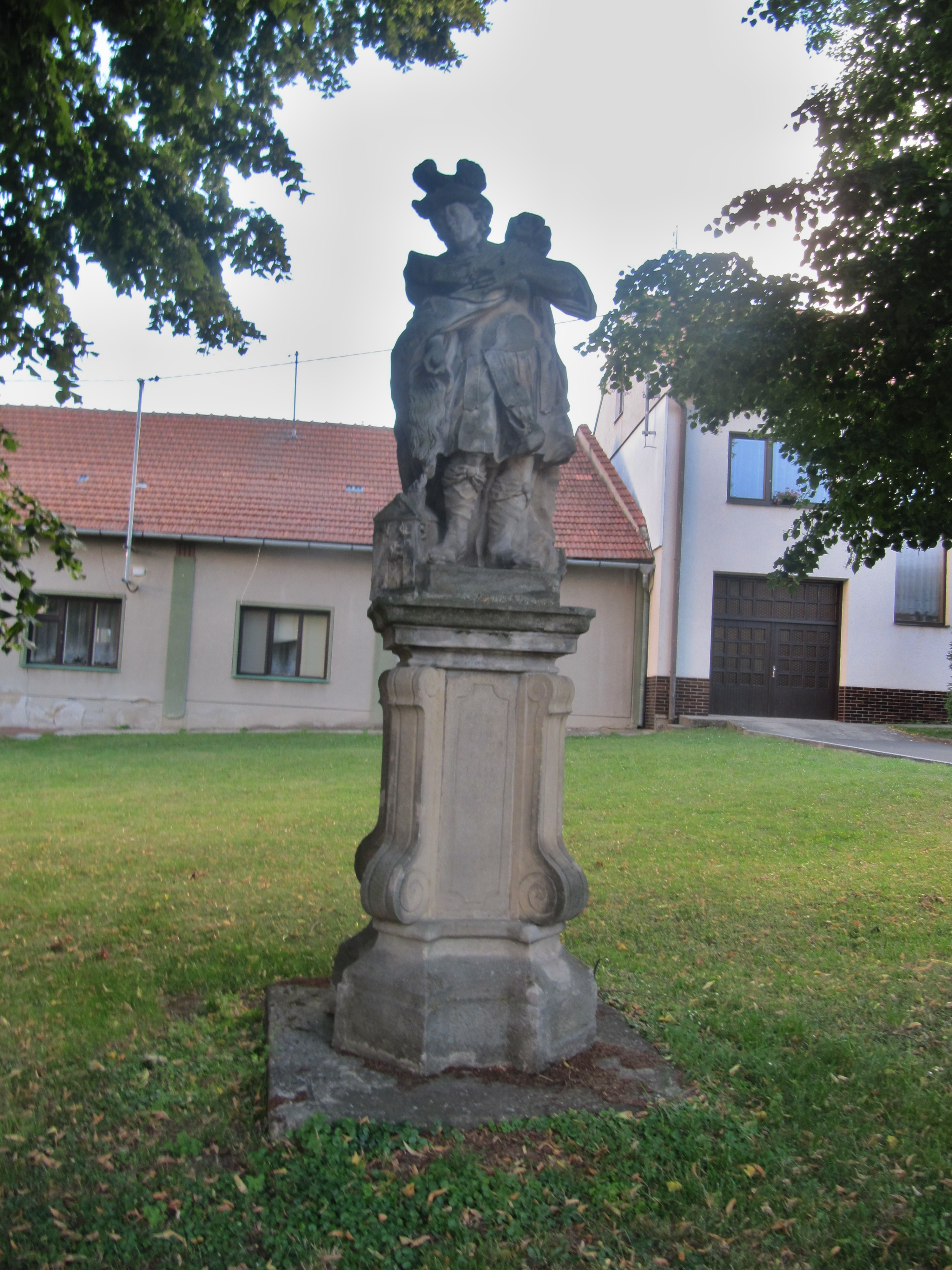
Socha svatého Floriána
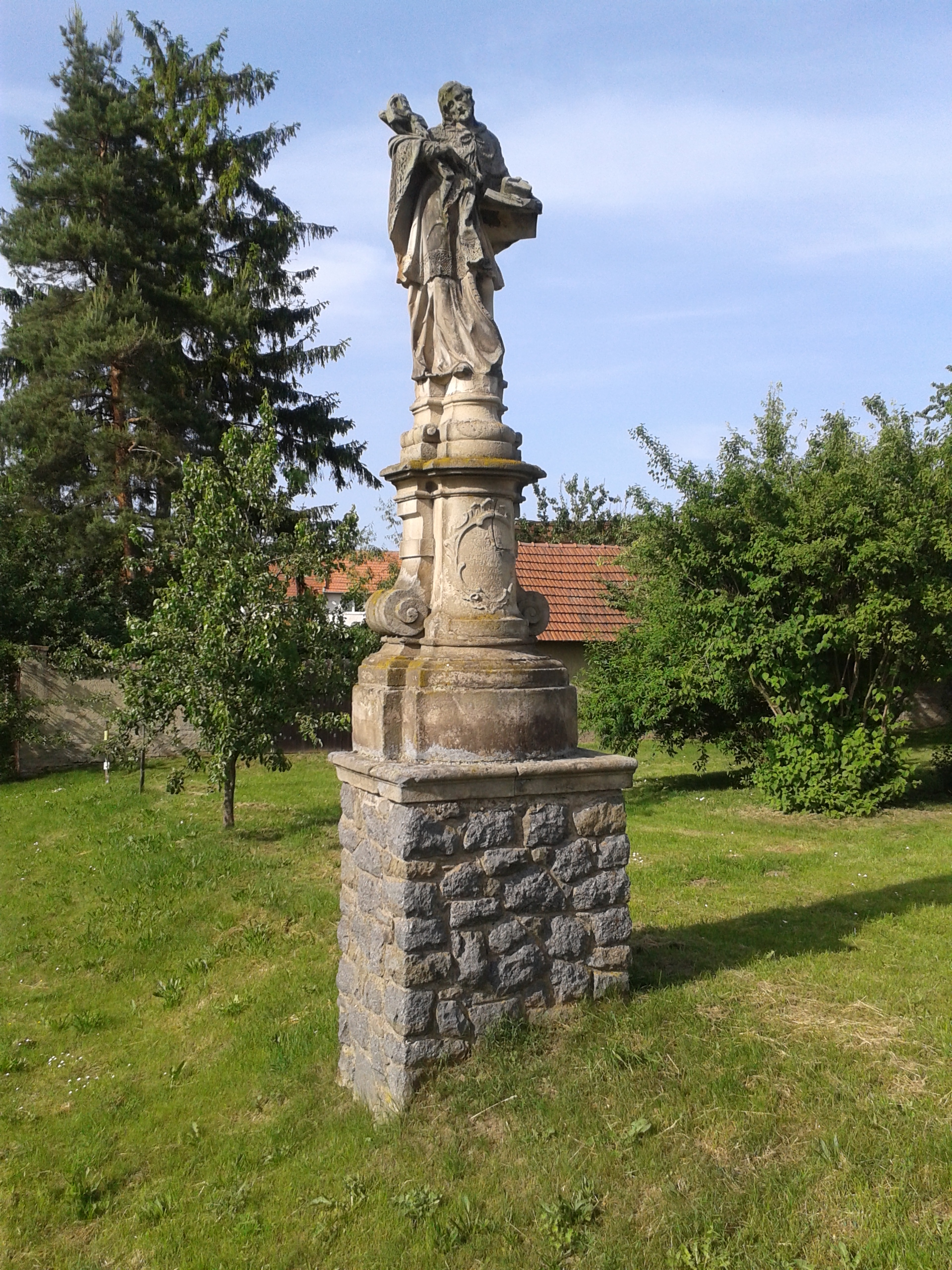
Socha svatého Jana Nepomuckého
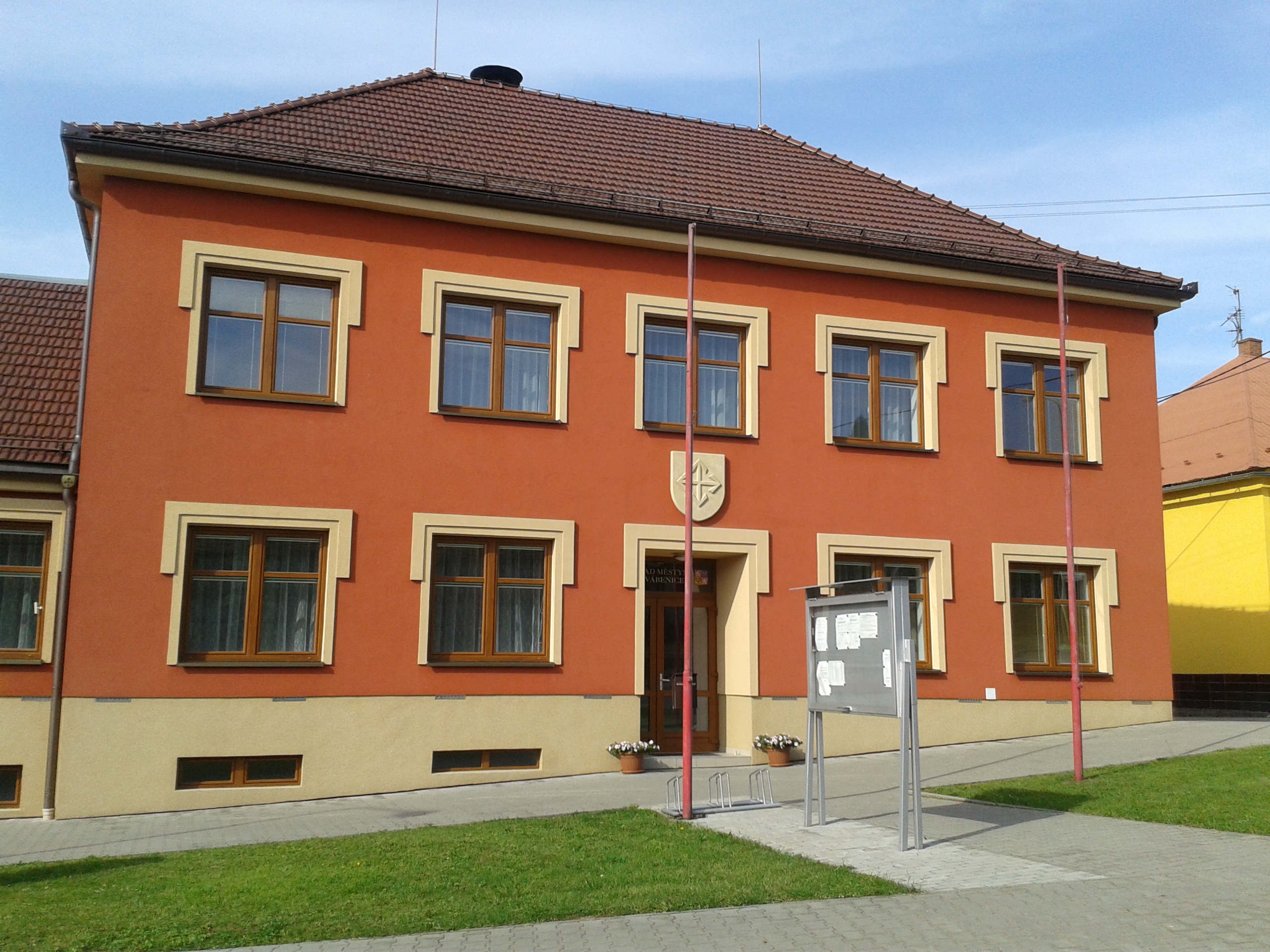
Úřad městyse